# Pieni-Sammalinen (ö i Mellersta Finland)
Pieni-Sammalinen är en ö i Finland. Den ligger i sjön Keurusselkä och i kommunen Keuru i den ekonomiska regionen  Keuru ekonomiska region  och landskapet Mellersta Finland, i den södra delen av landet, 220 km norr om huvudstaden Helsingfors. Öns area är 1,3 hektar och dess största längd är 170 meter i nord-sydlig riktning.